# Gipsisol

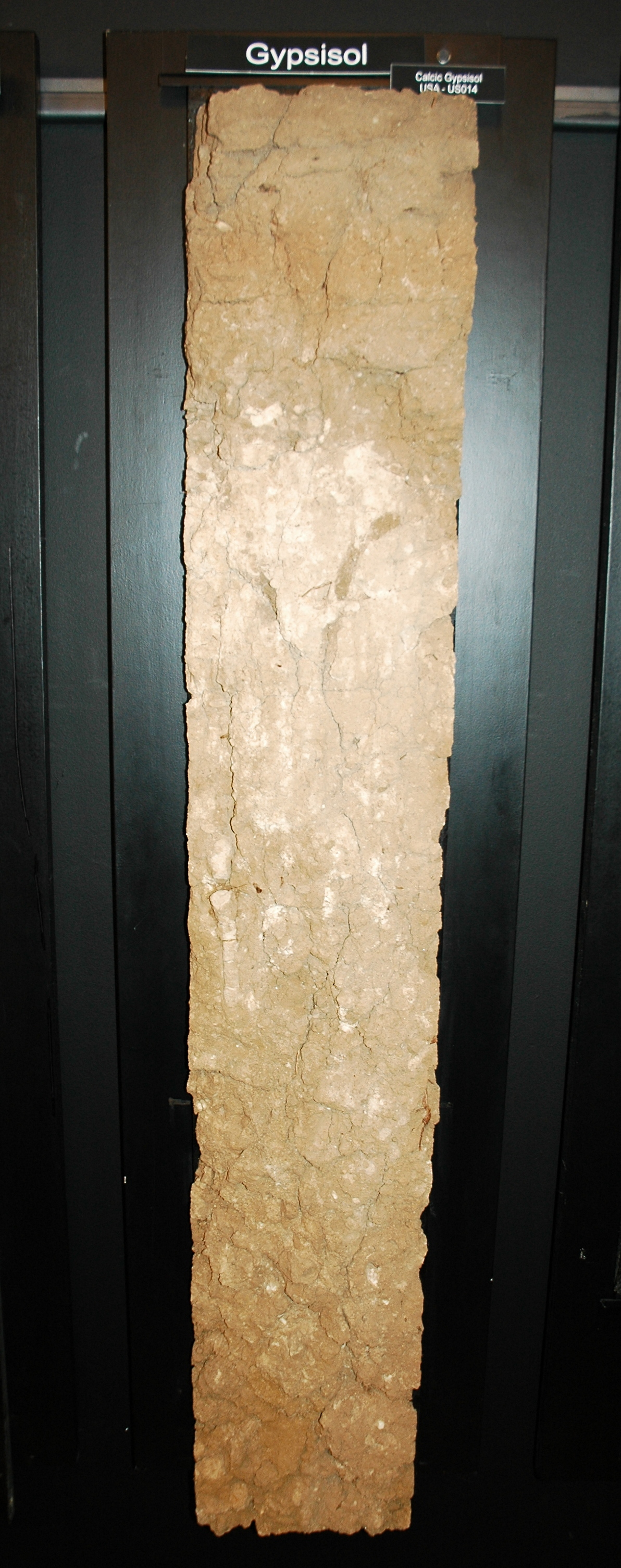
Gipsisol cálcico encontrado en EE. UU.

Los gipsisoles o gypsisols en la Base de Referencia Mundial para los Recursos Suelos (WRB) son suelos con una acumulación secundaria sustancial de yeso (CaSO 4 .2H 2 O). Se encuentran en las partes más secas de la zona climática árida. En la taxonomía de suelos del USDA se clasifican como Gypsids (USDA Soil Taxonomy), en la clasificación de suelos rusa se denominan suelos desérticos (URSS).
Los gipsisoles se desarrollan en depósitos aluviales, coluviales y eólicos en su mayoría no consolidados de material de meteorización rico en bases. Se encuentran en terrenos llanos y montañosos en regiones áridas. La vegetación natural es escasa y dominada por arbustos y árboles xerófitos y/o pastos efímeros.
Estos suelos tienen perfiles ABC. La acumulación de sulfato de calcio, con o sin carbonatos, se concentra en y debajo del horizonte B.

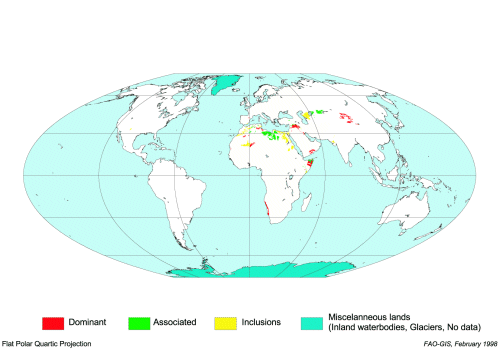
Distribución de gipsisoles

Los Gypsisoles profundos ubicados cerca de recursos hídricos se pueden plantar para una amplia gama de cultivos. Los rendimientos están severamente deprimidos cuando ocurre un horizonte petrogípsico a poca profundidad. El desequilibrio de nutrientes, la pedregosidad y el hundimiento desigual de la superficie del terreno tras la disolución del yeso en agua de filtración (riego) son otras limitaciones. Los canales de riego deben revestirse para evitar que las paredes del canal se derrumben. Se utilizan grandes áreas de Gypsisoles para pastoreo de bajo volumen.
Los gipsisoles son exclusivos de regiones áridas; su extensión mundial es probablemente del orden de 100 millones de hectáreas. Las principales apariciones se producen en Mesopotamia y sus alrededores, en zonas desérticas del Oriente Medio y repúblicas adyacentes de Asia central, en los desiertos de Libia y Namib, en el sureste y centro de Australia y en el suroeste de Estados Unidos.